# Kyogasee
Der Kyogasee (englisch Lake Kyoga) ist ein relativ seichter See im Zentrum Ugandas.

## Lage
Er wird vom Viktoria-Nil durchflossen, der vom Viktoriasee kommend zum Albertsee weiterfließt. Bei Jinja wird die dem See zufließende Wassermenge durch den Owen-Falls-Damm reguliert. Sein Einzugsgebiet beträgt 75.000 km² und seine maximale Länge beträgt ca. 115 km (nördlicher Seeteil).
Der Kyogasee ist namensgebend für den Kyogasee-Complex. Dieses hydrologische System besteht neben dem Kyoga aus dem Kwania, Bisina (Salisbury), Opeta und dem Nakuwasee. Dazu kommen eine Vielzahl an kleineren Seen und ausgedehnte Sumpfflächen.

## Flora und Fauna
Die seichten Flächen und Uferregionen sind meist von Seerosen, Papyrus und Wasserhyazinthen bewachsen.
46 Fischarten wurden nachgewiesen und es gibt große Krokodilpopulationen.

## Wirtschaft
Das Seeneystem hat große Bedeutung für den lokalen Fischfang. Zwischen 1972 und 1986 wurden durchschnittlich über 100.000 t Fisch pro Jahr gefangen, oft weit über die Hälfte des gesamten Fangs in Uganda.

## Geschichte
Der Kyogasee wurde 1874 durch Charles Chaillé-Long entdeckt und nach Ibrahim Pascha Ibrahim-See benannt. Durch den Forschungsreisenden James Ronald Leslie Macdonald erhielt der See 1897 seine heutige Bezeichnung.
Starke Regenfälle 1997 und 1998 führten zu einem Anstieg des Wasserspiegels, wodurch sich schwimmende Matten von Papyrus und Wasserhyazinthen bildeten, die dazu beitrugen, dass der Ausfluss zum Nil blockiert wurde. Der zusätzliche Wasseranstieg überschwemmte etwa 580 km² Land, was dazu führte, dass Menschen umgesiedelt werden mussten.